# Cai Chang
Cai Chang (xinès: 蔡畅) (Shuangfeng, 1900 - Pequín, 1990) va ser una política xinesa, activista pels drets de les dones i primera Presidenta de la Federació de Dones de la Xina.

## Biografia

### Primers anys
Cai Chang va néixer el 14 de maig de 1900 a Shuangfeng, província de Hunan a la Xina. El seu nom de naixement era Cai Xianxi. Va començar a estudiar gràcies a l'esforç de la seva mare que contra l'opinió del pare va vendre les seves pertinences per poder educar els seus fills.
El seu pare va consentir el matrimoni de la seva filla amb el fill d'un propietari sense demanar-ho a Cai, però la mare es va indignar i va ajudar a la seva filla a escapar a Changsha a la província de Hunan, on va estar inscrita a l'escola de noies de Zhounan i va canviar el seu nom per Cai Chang. A l'escola va conèixer a Xiang Jingyu i a Tao Yi, que més tard també es van convertir en pioneres del moviment feminista. Després de graduar-se va fer de professora de música i d'educació física a l'escola que la seva mare havia creat.

### Estada a França i Moscou
El germà de Cai, Cai Hesen era amic de Mao Zedong i va col·laborar amb ell en la formació de la "Societat Xinmin" que tenia com objectiu principal la reforma en l'ensenyament i millorar la forma de pensar i els costums dels ciutadans. La societat també va promoure l'organització de viatges a França amb programes de treball i estudis.
El 1919, Cai va demanar un préstec de 600 dòlars de plata als familiars i un any més tard va anar a França, primer a Marsella i Lió i despès a París, formant part del grup d'estudiants que viatjaven a França mitjançant l'Associació d'Educació Xino-Francesa. Cai va anar-hi amb el seu germà Cai Hesen, la seva mare i la seva amiga Xiang Jingyu, que més tard es casaria amb Cai Hesen.
A França, Cai va coincidir amb altres estudiants com Zhao Shiyan, Zhou Enlai, Deng Xiaoping, Chen Yi i Nie Rongzhen i va començar els seus estudis sobre anarquisme. leninisme i marxisme i en temes relacionats amb els drets de les dones.
El 1922, Cai es va unir a la Lliga de la Joventut Socialista de la Xina (la branca europea), i el 1923 es va convertir en membre del Partit Comunista de la Xina.
El 1923 a París es va casar amb Li Fuchun i el testimoni va ser Deng i allà va néixer la seva filla.

### Carrera política
A principis de 1925, Cai Chang i Li Fuchun van anar a estudiar a la Universitat Laboral Oriental de Moscou i al cap de sis mesos van tornar a la Xina, primer a Xangai i després a Guangzhou a la província de Guagdong.
A Guangzhou per servir com a secretària del Comitè de Dones del Comitè de Districte de Guangdong-Guangzhou del Partit Comunista Xinès. Al mateix temps, es va unir al Guomindang i, juntament amb Deng Yingchao, va ajudar a la ministre d'Assumptes de la Dona, He Xiangning, a dirigir el moviment de dones.
El novembre de 1926, Cai Chang va ser nomenada ministra de la Dona del Comitè Provincial de Jiangxi del Partit Comunista, i el 1927 va ocupar el mateix càrrec a Hubei i va participar en el 5è Congrés Nacional del Partit Comunista de la Xina. En els enfrontaments entre els nacionalistes de Chiang Kai -shek i els comunistes Cai va optar per donar suport a la línia representada per Mao.
En representació de les dones xineses, Cai va assistir a les reunions del consell de la Federació Democràtica Internacional de Dones el 1947 i el 1948.
Una part important de la seva posterior carrera política, de 1949 a 1967 la va desenvolupar al davant de la Federació de Dones de la Xina, entitat de la que va ser la primera presidenta.
De 1975 a 1983 va ser vicepresidenta de l'Assemblea Popular Nacional de la Xina.